# Talcosis

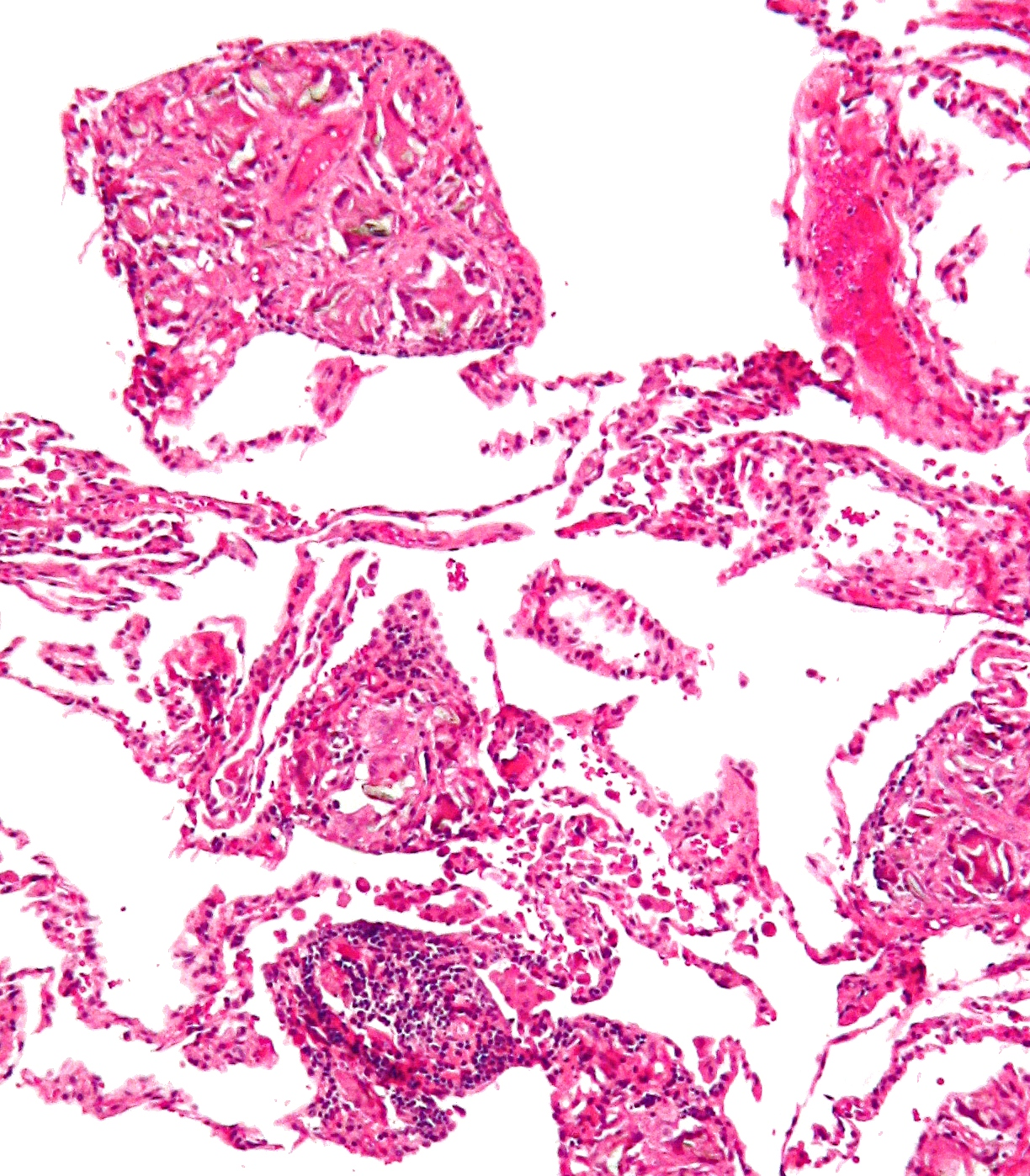
Pulmón dañado por la talcosis

La Talcosis es una enfermedad pulmonar causada por la inhalación de talco.
Se ha relacionado con silicosis  resultante de la inhalación de talco y silicatos. También está ligado al consumo de  heroína  donde podría ser usado el talco utilizado como un adulterante para aumentar el peso en las ventas de calle, por lo que la inyección de heroína con talco diluido causa talcosis ..."
La talcosis también puede surgir de la inyección de medicamentos destinados a la administración oral, como el talco está presente en muchas tabletas y cápsulas que son objeto de abuso por vía intravenosa , tales como  benzodiazepinas  ,  dextroanfetamina  , y en la prescripción de  narcóticos. It is one of several noted associations and possible risks of street heroin use.